# Fit Finlay
David Edward Finlay Jr., meglio conosciuto come Fit Finlay o semplicemente Finlay (Belfast, 31 gennaio 1958), è un ex wrestler e allenatore nordirlandese sotto contratto con la WWE, dove svolge il ruolo di producer.
Finlay è principalmente ricordato per i suoi trascorsi in World Championship Wrestling tra il 1995 e il 2000, dove ha vinto una volta il World Television Championship, e in WWE tra il 2006 e il 2011, dove ha detenuto una volta lo United States Championship.

## Carriera

### Circuito indipendente (1974-1995)
Finlay inizia la sua carriera da wrestler a Carrickfergus, Irlanda del Nord, venendo allenato da suo padre, anch'egli wrestler, prima di trasferirsi in Gran Bretagna nel 1978. Qui Finlay inizia a lottare per svariate federazioni di wrestling sotto l'egida della Joint Promotions. Il 9 giugno 1982 vince il suo primo titolo in una federazione di wrestling: infatti, sconfiggendo Alan Kilby, diventa British Heavy Middleweight Champion (campione britannico dei pesi medio-massimi).
Sarà il primo di una lunga serie di titoli vinti da Finlay nelle federazioni britanniche, come ad esempio il Light Heavyweight Title (titolo dei pesi massimi leggeri) e il Mid-Heavyweight Title (titolo dei pesi medio massimi). L'apice della sua carriera nella terra britannica sarà la vittoria del British Heavyweight Championship, ossia il titolo più prestigioso della Gran Bretagna.
Inizia poi a lottare anche in federazioni extra-britanniche, come la tedesca Catch Wrestling Association. Qui vincerà i "CWA Tag Titles", ossia i suoi primi titoli di coppia, vinti lottando al fianco di Miles Zrno, anch'egli proveniente dalle federazioni britanniche. Finlay inizia a trascurare sempre di più le federazioni britanniche concentrandosi totalmente alla CWA, dove raggiunge una certa fama. Quindi inizia a lottare anche in altri continenti, come in federazioni giapponesi e messicane.
Lo “stint” di Finlay alla CWA continua fino al 1995, poiché dopo aver portato a termine gli ultimi “feuds” con Eddie Gilbert e Tony St. Clair, lascia la federazione per approdare in una Major Americana, che ben presto sarebbe diventata la prima federazione al mondo, la World Championship Wrestling (WCW). Il bottino di Finlay si ferma così a quota 16 titoli singoli conquistati nei suoi primi 15 anni di carriera, in giro per le federazioni indipendenti inglesi e tedesche. Un bel bottino vista la sua nazionalità e per le varie situazioni politiche che avrebbero segnato la storia dei paesi anglosassoni.

### World Championship Wrestling (1995–2000)
Finlay rimane nella CWA fino al 1995, quando lascia la federazione per andare a lottare negli Stati Uniti, precisamente nella World Championship Wrestling. Qui viene presentato come un irlandese piuttosto patriottico e propenso alla lotta. Comunque, durante i primi anni in WCW, Finlay non otterrà molto successo e sono ben pochi i suoi incontri degni di nota in questo periodo.
Nel maggio del 1998 avviene una svolta nella carriera di Finlay: il 4 maggio, a Nitro, conquista infatti il WCW World Television Championship sconfiggendo Booker T, e difenderà la sua cintura contro lottatori già affermati in WCW, come Chris Benoit e lo stesso Booker T. Sarà però proprio contro quest'ultimo che perderà la sua cintura il 14 luglio, a The Great American Bash, dopo circa due mesi di regno.
Questo sarà l'apice della carriera di Finlay in WCW, poiché dopo la perdita del TV Title tornerà nello stato d'anonimato in cui era rimasto per anni dal suo arrivo in WCW. Una ripresa sembra avvenire quando, a Bash at the Beach dell'11 luglio del 1999, vince un Junkyard Invitational Match con relativo trofeo. Difenderà il suo trofeo negli show WCW successivi, trovando anche ottimi alleati in Lord Steven Regal e Dave Taylor, con cui forma una stable di wrestler britannici.
Puntuale arriva però la sfortuna: durante un incontro con Brian Knobbs, subisce un brutto infortunio alla gamba che lo costringe quasi al ritiro. Finlay guarisce entro la fine del 1999, tornando al lottare. Nasce una strana alleanza tra Finlay e Knobbs: benché Finlay sia stato gravemente infortunato da Knobbs, rispetta quest'ultimo. Rientra quindi della divisione hardcore della federazione. La gamba però non è guarita perfettamente e Finlay lotta sempre di meno fino a lasciare la federazione nel 2000.

### World Wrestling Entertainment (2001–2011)

#### Debutto e alleanza con King Booker (2006–2007)
Nel 2001, firmò con la WWE come allenatore. Nel 2004 combatté in due house show di SmackDown. Appare durante Judgment Day, mentre, insieme ad altri dirigenti, cerca di sedare la rissa post match tra Eddie Guerrero e John "Bradshaw" Layfield e alla Royal Rumble compare nello stesso ruolo, dove cercò di fermare Kurt Angle che stava compiendo un pestaggio su Shawn Michaels a bordo ring, colpevole di averlo eliminato dalla contesa.
Il suo primo match televisivo in WWE avviene durante l'edizione del 20 gennaio 2006 di SmackDown! dove viene sconfitto da Matt Hardy per squalifica. Sin dal primo match Finlay appare piuttosto furioso nella lotta: i suoi primi incontri contro lottatori come appunto Hardy, Funaki e la sua vecchia conoscenza Chris Benoit finiscono infatti in sconfitta per squalifica; la fama di Finlay come lottatore, intanto, aumenta sempre di più.
Il wrestler di Belfast continua a dominare i suoi match, comunque di scarsa importanza. Tra febbraio e marzo del 2006 la carriera di Finlay in WWE inizia a farsi movimentata, quando inizia una forte rivalità con Bobby Lashley: a No Way Out, Finlay "rapisce" Kristal nel backstage e, portandola sul ring, viene attaccato da Lashley, il quale avrebbe dovuto affrontare John "Bradshaw" Layfield; durante l'incontro, però, Finlay interviene dal nulla e, distraendo l'arbitro, colpisce Lashley con uno Shillelagh (arma che sarà poi usata da lui in diversi match), favorendo dunque la vittoria finale di JBL. La rivalità tra Finlay e Lashley continuò in diverse occasioni, raggiungendo il culmine in un Lumberjack match dove trionfa Finlay. Da quel momento, Finlay cominciò ad adoperare uno Shillelagh come arma (usata soprattutto durante i momenti di distrazione dell'arbitro).
Il 2 aprile Finlay partecipa alla sua prima WrestleMania, esattamente l'edizione numero 22. Il nordirlandese affronta Bobby Lashley, Matt Hardy, Ric Flair, Rob Van Dam e Shelton Benjamin nel Money in the Bank Ladder Match, che viene però vinto da Van Dam.
Finlay partecipa quindi al torneo del King of the Ring, sconfiggendo al primo turno Chris Benoit, per poi essere eliminato alle semifinali dal suo rivale Bobby Lashley. Il 21 maggio, a Judgment Day, Finlay affronta Chris Benoit ma, dopo un lungo e agguerrito incontro, è Benoit ad avere la meglio; successivamente, il nordirlandese costa la finale del King of the Ring a Lashley, intervenendo contro di lui durante il match disputato appunto fra Lashley e Booker T, vecchio avversario di Finlay in WCW.
L'intervento di Finlay per aiutare Booker T non è fine a sé stesso. Nasce infatti un'alleanza fra Finlay e Booker T, a cui si aggiunge anche William Regal: è la nascita della "Corte reale di King Booker"; dopo aver vinto il torneo King of the Ring infatti, Booker T si fa chiamare King Booker, mentre i suoi alleati Finlay e Regal assumono il titolo di "Sir".
Intanto, durante i match di Finlay, inizia a fare la sua comparsa Little Bastard (poi noto come Hornswoggle), un personaggio che ricalca la leggenda del Leprechaun. Questi inizia ad uscire all'improvviso da sotto il ring durante i match di Finlay per attaccare gli avversari di quest'ultimo e favorendo l'irlandese.
L'11 luglio Finlay riesce a vincere il suo primo titolo in WWE: si tratta dello United States Championship, conquistato contro il suo vecchio nemico Bobby Lashley grazie all'aiuto proprio di Little Bastard. Difenderà con successo la cintura in diverse occasioni, compreso un match contro il suo alleato William Regal il 23 luglio a The Great American Bash (che in origine doveva essere un Triple Threat match con l'aggiunta di Lashley, che in seguito di un'eccessiva dose di enzimi nel fegato è stato escluso). Nella puntata di SmackDown! del 1º settembre, tuttavia, Finlay perse il titolo a favore di Mr. Kennedy in un Triple Threat match che coinvolgeva anche Lashley, interrompendo il suo regno durato 49 giorni.
Dopo aver perso il titolo, Finlay continua ad attaccare e a lottare contro wrestler che minacciano King Booker, come Lashley e Batista. Contemporaneamente Finlay viene inserito in match contro King Booker, segno dell'inizio di una crisi dell'alleanza fra il lottatore di Belfast e Booker T, dove l'irlandese riesce a trionfare grazie al solito Little Bastard che, spaventando Sharmell e distraendo quindi l'arbitro, permette a Finlay di colpire Booker con il suo Shillelagh e di vincere l'incontro. L'8 ottobre, a No Mercy, Finlay partecipò ad un Fatal 4-Way match valevole per il World Heavyweight Championship di King Booker che comprendeva anche Batista e Lashley ma, alla fine, fu Booker a mantenere la cintura schienando lo stesso Finlay e vincendo l'incontro.

#### Alleanza con Hornswoggle (2007–2008)

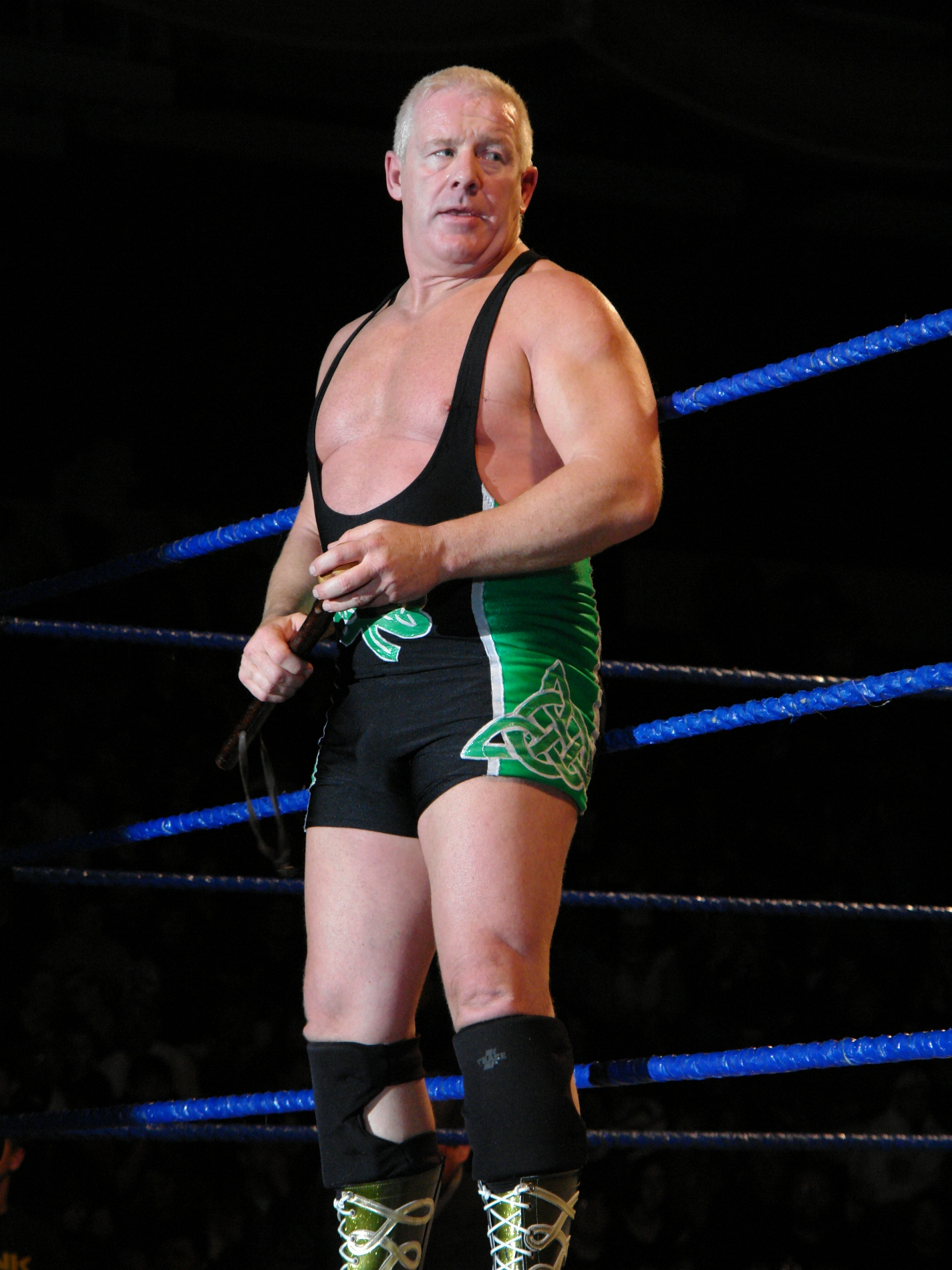
Finlay nel marzo del 2008

Tra la fine del 2006 e i primi mesi del 2007, Finlay disputa diversi incontri, sfidando tra gli altri Batista e The Undertaker; inizia inoltre un feud con The Boogeyman, al quale prendono parte anche Hornswoggle (ex Little Bastard) e Little Boogeyman (la controparte midget di The Boogeyman). A No Way Out, Finlay pone termine alla rivalità con The Boogeyman sconfiggendo lui e Little Boogeyman insieme a Little Bastard. Nel mese di aprile, Finlay sconfigge Chris Benoit e Montel Vontavious Porter nel corso di un Triple Threat match, guadagnando l'accesso al Money in the Bank Ladder Match di WrestleMania 23. Tale match si conclude però con la vittoria di Mr. Kennedy. Il 20 luglio 2007, Edge, a causa di un infortunio, fu costretto a rendere vacante il World Heavyweight Championship e il General Manager Theodore Long indisse per quella stessa sera una Battle Royal a cui lo stesso Finlay partecipò, rimanendo tra gli ultimi sul ring assieme a Batista, Kane e The Great Khali. L'irlandese colpì Khali col suo Shillelagh ma venne eliminato da Batista, e il titolo venne vinto dallo stesso Khali. In seguito, Finlay dà vita ad una rivalità con Kane, in cui l'irlandese venne sconfitto a SummerSlam, per poi concludere il tutto con la vittoria di Finlay nel primo Belfast Brawl match della storia. Fu poi impegnato in un feud con Rey Mysterio, venendo sconfitto da quest'ultimo a Cyber Sunday in uno Stretcher match dopo che il loro precedente incontro di No Mercy era terminato in no contest. La faida con Mysterio culminò in un match per determinare il contendente n°1 al World Heavyweight Championship di Batista, terminato in parità a causa dell'intervento di The Undertaker; il feud termina dopo Survivor Series, quando l'irlandese si unisce al team di Umaga per fronteggiare il Team di Triple H, perdendo.
Si riavvicinò quindi a Hornswoggle, diventando pian piano face; aiutò infatti in diverse occasioni il figlio illegittimo di Vince McMahon (Hornswoggle) ad uscire indenne dagli incontri a cui dovette partecipare. Ad Armageddon Finlay sconfisse The Great Khali proprio grazie all'aiuto di Hornswoggle. Il 18 febbraio 2008 intervenne a favore di Hornswoggle impegnato in uno Steel Cage match contro Vince McMahon, ma a sua volta fu attaccato da John "Bradshaw" Layfield che a fine match dichiarò che Hornswoggle era figlio di Finlay e non di McMahon. Nella stessa sera JBL infortunò Hornswoggle e iniziò una rivalità con il padre Finlay che culminò a WrestleMania XXIV in un Belfast Brawl match ma, nonostante l'aiuto di Hornswoggle, il lottatore di Belfast fu sconfitto.

#### Varie faide e licenziamento (2008–2011)
Con il draft Finlay passa al roster della ECW. Ottiene quasi subito la possibilità di conquistare i WWE Tag Team Championship insieme ad Hornswoggle, a Night of Champions, dove però perdono contro i campioni The Miz e John Morrison, poi a The Great American Bash, in un Fatal 4-Way Tag Team match, vinto da Curt Hawkins e Zack Ryder. Ad Unforgiven prende poi parte al Championship Scramble Match per l'ECW Championship, vinto poi da Matt Hardy.
Ha poi un feud con Mark Henry fino ad Armageddon, dove ha la meglio grazie al suo Shillelagh in un Belfast Brawl match. Nel 2009 comincia una rivalità con l'ECW Champion Jack Swagger, contro cui perderà in un incontro titolato a No Way Out. Il 14 marzo a SmackDown riesce, battendo The Brian Kendrick, a conquistare un posto nel Money In the Bank Ladder Match per Wrestlemania XXV, ma nemmeno questa volta riesce a conquistare la preziosa valigetta.
Con il Draft 2009 viene separato da Hornswoggle, venendo spostato a Raw. Il loro ultimo match è stato disputato a Superstars dove Finlay e Hornswoggle hanno battuto Tyson Kidd e Natalya. Il 24 novembre viene pesantemente sconfitto dal connazionale Sheamus in un match valido per la Breakthrough Battle Royal, venendo in seguito aggredito dal "Celtic Warrior" col suo Brogue Kick. Con l'addio ad Hornswoggle, l'irlandese si riconcentra sul titolo ECW e se fallisce la vittoria dell'Elimination Chase per Backlash, dove a vincere è Christian, riesce ad entrare nello Scramble Match di The Bash ma nemmeno in questa occasione riesce a conquistare il titolo.
Finlay ritorna nel roster di SmackDown dopo The Bash nel corso di uno scambio di Superstars fatto da Donald Trump. Nel suo primo match nello show blu batte facilmente Ricky Ortiz. Nella puntata di SmackDown! del 7 agosto 2009 partecipa ad un Fatal 4 Way contro R-Truth, Mike Knox e Dolph Ziggler per decretare il primo pretendente all'Intercontinental Championship detenuto da Rey Mysterio, venendo però schienato da Ziggler che si aggiudica l'incontro. Nelle settimane successive è stato brutalmente attaccato da Mike Knox e i due hanno avuto una rivalità molto accesa, che è culminata in un Belfast Brawl Match che ha visto prevalere Finlay. Nel finire del 2009 ha affrontato più volte Sheamus e Drew McIntyre venendo però sconfitto. Torna a SmackDown per una apparizione nella Battle Royal per decidere il sostituto di The Undertaker per il pay-per-view Fatal 4 Way, vinta poi da Rey Mysterio.
Lascia in seguito la WWE nel 2011.

### Circuito indipendente e ritiro (2011–2012)

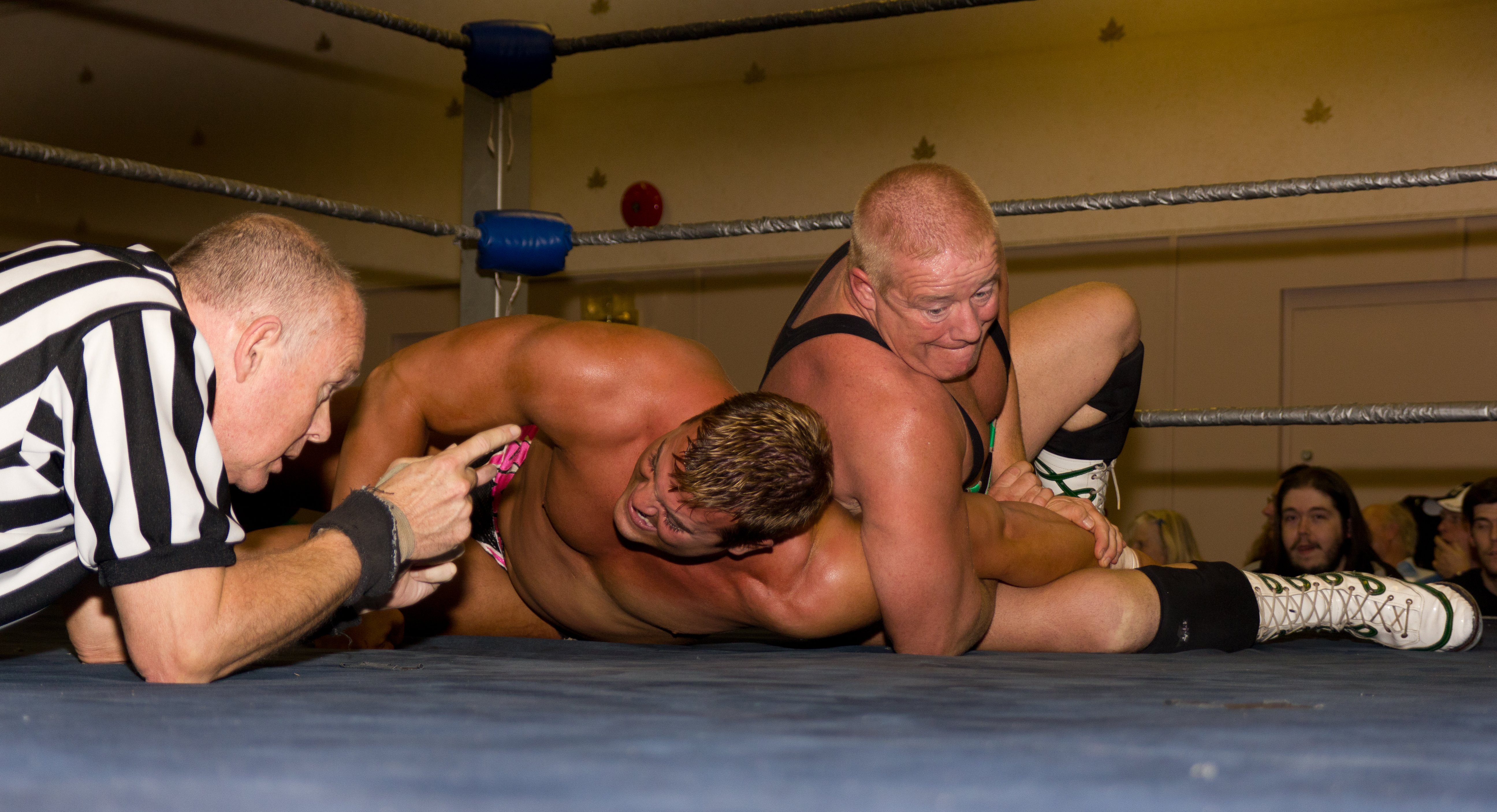
Finlay mentre applica una Fujiwara armbar su David Hart Smith

Dopo essere stato svincolato dalla WWE, Finlay è tornato a lottare nel circuito indipendente, apparendo il 26 luglio 2011 sconfiggendo Sami Callihan a Evolve 9.
Il 20 agosto 2011, Finlay ha fatto il suo debutto nella Pro Wrestling Guerrilla, prendendo parte alla Battle of Los Angeles. È stato eliminato dal torneo al primo turno dal PWG World Champion Kevin Steen.
Il 6 novembre 2011 ha lottato nel main event della Stampede Wrestling a Barrie, Ontario, perdendo contro Harry Smith.
Il 12 maggio 2012, a Border Wars, Finlay ha fatto il suo debutto per la Ring of Honor, sfidando senza successo il ROH World Television Champion Roderick Strong. A Best In The World 2012 viene sconfitto da Michael Elgin e successivamente svincolato dalla federazione.
Lottò il suo ultimo match il 22 dicembre 2012 e poco tempo dopo annunciò il ritiro.

## Carriera da produttore

### WWE (2012–presente)
Finlay ritorna l'11 luglio 2012 come backstage producer. Il 15 gennaio, nella puntata del ventesimo anniversario di Raw lo si vede nelle vesti di membro della "Security" nel tentativo (riuscito) di dividere The Rock e CM Punk. Finlay appare anche a WWE Active mentre parla dell'Elimination Chamber match. Lo si è visto nella puntata di Raw del 12 maggio 2014 insieme ad alcuni arbitri e dirigenti WWE sedare la rissa tra lo Shield e l'Evolution. Finlay è inoltre apparso brevemente nel backstage mentre cercava di sedare una rissa tra Sami Zayn e Kevin Owens durante la puntata di Raw del 20 giugno 2016. Finlay è apparso nuovamente nella puntata di Raw del 15 agosto sempre per sedare una rissa nel backstage, questa volta tra Roman Reigns e Rusev. Appare inoltre a Raw il 12 settembre mentre cerca di fermare Seth Rollins insieme al General Manager di Raw Mick Foley. Il 15 gennaio 2017 Finlay ha presenziato insieme al vecchio amico William Regal alla finale del torneo per l'assegnazione del WWE United Kingdom Championship, vinto da Tyler Bate. Appare nuovamente nella puntata di SmackDown del 14 marzo nel tentativo di allontanare AJ Styles dopo che quest'ultimo aveva pesantemente picchiato il General Manager Shane McMahon. Nella puntata di Raw del 27 novembre Finlay è apparso tra i membri dello staff per fermare Samoa Joe, il quale stava attaccando l'Intercontinental Champion Roman Reigns. Il 27 gennaio 2019, alla Royal Rumble, Finlay è apparso sulla rampa d'ingresso per dare il consenso a Becky Lynch di entrare al posto dell'infortunata Lana nel Royal Rumble match femminile.
Il 15 aprile 2020 Finlay fu licenziato, insieme a molti atleti e personale del backstage, nel tentativo di ridurre i costi a causa della pandemia di Covid-19. A novembre dello stesso anno, tornò in WWE nello stesso ruolo.

## Personaggio

### Mosse finali
- Celtic Cross (Mexican stretch buster)
- Celtic Knot (Modified Indian deathlock)

### Soprannomi
- "The Belfast Brawler"
- "The Belfast Bruiser"
- "The King of Terror"
- "The Man Who Loves to Fight"
- "The Shillelagh Swingin' Bruiser"

## Titoli e riconoscimenti
- All-Star Wrestling
  - British Heavyweight Championship (1)
  - World Mid-Heavyweight Championship (1)
- Catch Wrestling Association
  - CWA British Commonwealth Championship (1)
  - CWA Intercontinental Heavyweight Championship (1)
  - CWA World Middleweight Championship (4)
  - CWA World Tag Team Championship (1) – con Marty Jones
- Fighting Spirit Magazine
  - LL Cool J Award (2006)
- Joint Promotions
  - British Heavy Middleweight Championship (6)
  - British Light Heavyweight Championship (2)
  - World Mid-Heavyweight Championship (4)
  - World of Sport Top Tag Team Tournament (1982) – con Skull Murphy
- Pro Wrestling Illustrated
  - 33º tra i 500 migliori wrestler singoli nella PWI 500 (2007)
- Smash
  - Smash Championship (1)
- World Championship Wrestling
  - WCW World Television Championship (1)
  - Hardcore Junkyard Invitational Tournament (1999)
- World Wrestling Entertainment
  - WWE United States Championship (1)
  - Bragging Rights Trophy (edizione 2009) – con il Team SmackDown